# Maria Luísa de Bourbon y Vallabriga
Maria Luísa Fernanda de Bourbon y Vallabriga (Velada, 6 de junho de 1783 - Paris, 1 de dezembro de 1846) foi uma aristocrata espanhola, duquesa de San Fernando de Quiroga.

## Biografia
Era filha do infante Luís, Conde de Chinchón e sua esposa morganática Maria Teresa de Vallabriga. Era neta de Filipe V da Espanha e sua segunda esposa, a princesa Isabel Farnésio, e sobrinha do rei Carlos III da Espanha.
Em 1 de junho de 1817 em Madrid, casou-se com Joaquín José Melgarejo y Saurín, 2.º Marquês de Melgarejo e Duque de San Fernando de Quiroga, não tiveram descendência.
Morreu em Madrid em 1 de dezembro de 1846, e foi enterrada na capela do Palácio do Infante Dom Luís em Boadilla del Monte, junto a seu marido e a irmã, Maria Teresa. Foi retratada em 1801 pelo famoso pintor Francisco de Goya

## Honras
- Dama Nobre da Ordem da Rainha Maria Luísa.